# Arturo Ortiz Santos
Arturo Ortiz Santos (Ginebra, 18 de septiembre de 1966) es una atleta español retirado, especializado en salto de altura. Actualmente posee el récord de España de su especialidad con 2,34 m.

## Trayectoria
Comenzó a practicar el salto de altura en 1983 y fue campeón de España universitario en 1986. En 1987, a los 21 años, ya consiguió batir por primera vez el récord de España, entonces con un salto de 2,27 m. Ese mismo año ganó sus primeros títulos de campeón de España en categoría absoluta, tanto en pista cubierta como al aire libre.
En 1987 llegó también su primera gran competición internacional, el Campeonato del Mundo celebrado en Roma, en el que se clasificó para la final, terminando en 12.ª plaza. Participó en un total de cinco campeonatos mundiales, alcanzando su mejor plaza (7.º) en el de Stuttgart en 1993.
En 1988 participó en los de Juegos Olímpicos de Seúl, donde volvió a batir el récord de España con una marca de 2,28 m; esta marca continúa siendo el récord nacional sub-23. Esta marca le valió para clasificarse para la final, donde no consiguió repetirla y terminó en 14.º lugar. Posteriormente tomó parte también en los Juegos Olímpicos de Barcelona 1992 y Atlanta 1996, así como en el Campeonato Europeo de Atletismo de 1990, celebrado en Split, donde consiguió otra plaza de finalista (8.º).
Formó parte del equipo español de la Copa de Europa en nueve ocasiones, entre 1987 y 2000, ganando su prueba en 1996 y 1997. En la edición de 1991, celebrada en Barcelona, batió por quinta y última vez el récord de España, con una marca de 2,34 m que continúa vigente desde entonces.
Arturo Ortiz se retiró al acabar la temporada de 2002.

## Palmarés
- 9 veces campeón de España de salto de altura (1987, 1988, 1990, 1991, 1992, 1993, 1995, 1996 y 1997)
- 4 veces campeón de España en pista cubierta de salto de altura (1987, 1990, 1992, 1996)

## Récords
Arturo Ortiz conserva los siguientes récords de España en la especialidad de salto de altura:
- Récord de España absoluto: 2,34 m
- Récord de España en pista cubierta: 2,31 m
- Récord de España sub-23: 2,28 m